# يوليا ميتشالسكا
يوليا ميتشالسكا، لاعبة تجديف بولندية، مواليد 21 تموز (يوليو) 1985 في كوجنيتش
في الألعاب الأولمبية الصيفية 2008، جدّفت في مسابقة فردي السيدات ووصلت إلى النهائيات في وحلت في المركز الثامن. في الألعاب الأولمبية الصيفية 2012، نافست مع زمليتها ماغدالينا فولارزوك في سباق التحديف الثنائي للسيدات وفازتا بالميدالية البرونزية

## روابط خارجية
- يوليا ميتشالسكا على موقع الاتحاد الدولي للتجديف (الإنجليزية)
- يوليا ميتشالسكا على موقع اللجنة الأولمبية الدولية (الإنجليزية)
- يوليا ميتشالسكا على موقع أوليمبيديا (الإنجليزية)